# Sept pièces brèves
Pour les articles homonymes, voir Pièces brèves.
Les Sept pièces brèves (H. 25) d'Arthur Honegger est une œuvre pour piano composée en 1919 et 1920, éditée par Max Eschig.

## Genèse
Le jeune Honegger, au sortir de la guerre commence à acquérir une certaine notoriété avec son Premier Quatuor à cordes (1917), Le Chant de Nigamon (1917-1918), sa Première Sonate pour violon et piano (1916-1918) et quelques pièces éparses pour piano ou des recueils de mélodie dont les Six Poème de Guillaume Apollinaire. À sa sortie du Conservatoire de Paris avec un seul accessit, sa pièce Le Dit des jeux du monde est créée 15 jours après l'armistice de 1918 et accueillie par un scandale. Sa rencontre avec Jean Cocteau en 1915 va aboutir au coup d'état musical de l'auteur surréaliste et la naissance du Groupe des six en janvier 1920. Les Sept Pièces brèves commencées en octobre 1919, sont achevées au cours du même mois de janvier 1920.

## Postérité
Ces sept pièces sont parfois considérées comme le meilleur de ce qu'Honegger a composé pour le piano seul et sont associées aux Six Poésies de Jean Cocteau (1920-1923) pour constituer des modèles du genre, reflet d'une « époque paradoxale et agressivement fantaisiste ». Peu jouées, ces pièces sont délaissées à tort par les pianistes selon Pierre Meylan.
En 1939 les Sept pièces brèves furent utilisées avec Toccata et Variations pour le ballet Lady into Fox ou « La Femme changée en renard » d'après le roman de David Garnett. La musique était arrangée par Charles Lynch, la chorégraphie de Andrée Howard fut créée par Sally Gilmour dans le rôle principal dans le décor et les costumes de Nadia Benois.

## Style
Si certains y voient l'influence de Arnold Schoenberg dans les sonorités et la précision harmonique, voire de Max Reger dans sa « franchise un peu bourrue », l'œuvre est toutefois d'une importance mineure dans les œuvres pour piano du compositeur.

## Structure et analyse
L'œuvre comporte sept morceaux distincts, d'inégales longueurs : de 20 secondes à deux minutes.

### Première pièce
La première pièce, d'une durée d'exécution d'environ 30 secondes, est de nature mélodique et s'accompagne de croches égales. Chantante, gracieuse et insouciante ou inquiétante, elle s'achève dans une cadence en sol dièse mineur qui rappelle Erik Satie.

### Deuxième pièce
La deuxième pièce, d'une durée d'exécution d'environ 20 secondes, est de nature chromatique. Ce « petit coup de tabac » très personnel, est un mouvement rapide, agité contraint dans la tessiture d'une seule octave à l'exception des « deux traits de colère » en notes descendantes qui l'encadrent. La pièce déroule une petite mélodie triste de signature rythmique 3/8 qui s'oppose à l'accompagnement en ostinato à deux temps.

### Troisième pièce
La troisième pièce, d'une durée d'exécution d'environ 2 minutes est de loin la plus longue et la plus développée des sept pièces. Elle totalise à elle seule un tiers de la durée totale du recueil. Lente et expressive, sorte de « cortège » ou de « marche » funèbre, elle développe une polyphonie complexe d'accords sonores de 6 ou 7 notes.

### Quatrième pièce
La quatrième pièce, d'une durée d'exécution d'environ 20 secondes, est de nature polytonale. Claire et joyeuse, elle est qualifiée par Harry Halbreich d'« acidulée qui agace les dents ».

### Cinquième pièce

La cinquième pièce évoque un tango selon Harry Halbreich

La cinquième pièce, d'une durée d'exécution d'environ 1 minute et 30 secondes, est une habanera dans la veine de Claude Debussy ou selon Harry Halbreich, un tango langoureux et nostalgique.

### Sixième pièce
La sixième pièce, d'une durée d'exécution d'environ 1 minute, présente des polyrythmies nettes qui mêlent des traits saillants et des douceurs soudaines. Qualifiée de « sarcasme à la Prokofiev » par Guy Sacre, elle dissimule selon Pierre Meylan, une disposition propre à une possible orchestration.

### Septième pièce
La septième et dernière pièce, d'une durée d'exécution d'une minute et 20 secondes environ, marque l'apothéose du cycle par sa joie exubérante. Elle présente un thème simple sur des accords répétés et préfigure par ses martèlements, la technique utilisée par le compositeur dans son Mouvement symphonique Pacific 231.

## Discographie
- Alain Raës, Arthur Honegger - L'œuvre pour piano, label FY ;
- Jean-François Antonioli, Arthur Honegger - L'œuvre pour piano, label Timpani.